# Penitenciarul Pelendava
Penitenciarul Pelendava este o unitate de detenție din Craiova, județul Dolj, România. Directorul actual al penitenciarului este comisarul șef Florin Rădulescu.

## Istoric
La data de 1 aprilie 1991, clădirea penitenciarului (la origine, fosta anexă P.C.R., înființată înainte de 1960) a fost preluată de către Serviciul Român de Informații București, fiind denumită „Societatea Pelendava Craiova”. La data de 1 mai 1993, sub aceeași administrație, se transformă în U.M. 05099, iar din 1 iunie 1995 devine „Unitatea de Producție și Prestări Servicii Pelendava Craiova”, până în iunie 1999, când trece în administrarea Ministerului Justiției și devine penitenciar.